# Karl Heinrich Ehrenforth
Karl Heinrich Ehrenforth (* 13. November 1929 in Breslau; † 26. März 2017 in Reinbek) war ein deutscher Musikwissenschaftler und Musikpädagoge.

## Leben

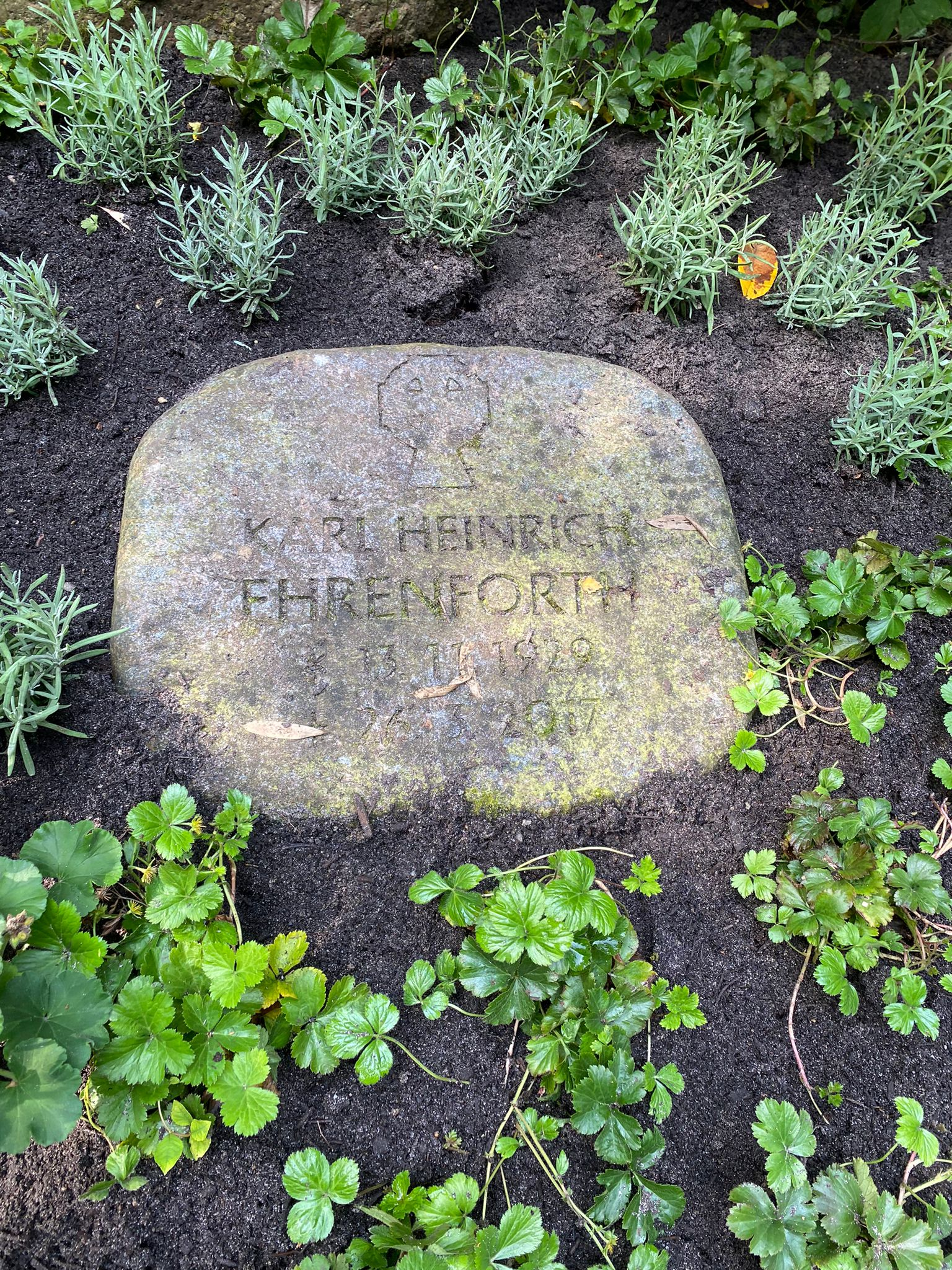
Kissenstein in der Familiengrabstätte auf dem Waldfriedhof Aumühle

Ehrenforth studierte von 1951 bis 1958 Schulmusik/Musikpädagogik, Germanistik, Deutsche Literaturwissenschaft, Musikwissenschaft sowie Theologie in Hamburg. 1961 promovierte er an der Universität Hamburg mit einer musikwissenschaftlichen Arbeit über Arnold Schönbergs Georgelieder.
Von 1956 bis 1972 war er als Gymnasiallehrer in Hamburg tätig. Im Nebenamt leitete er als Kirchenmusiker die Reinbeker Kantorei. Ab 1972 bis 1993 hatte Ehrenforth den Lehrstuhl für Musikpädagogik und Musikdidaktik sowie die Leitung der Abteilung Schulmusik an der Hochschule für Musik Detmold inne. Von 1990 bis 1992 nahm er eine Gastprofessur an der Universität Rostock wahr und war Mitglied des Gründungssenats der dortigen Hochschule für Musik.
Ehrenforth arbeitete in nationalen und internationalen Gremien wie dem Deutschen Musikrat und der International Society for Music Education (ISME) mit, sowie unter anderem in der Forschungskommission der „Arbeitsgemeinschaft Musikerziehung und Musikpflege“ des Deutschen Musikrats.
Seit 1976 bekleidete er das Amt des Grundsatzreferenten des Verbandes Deutscher Schulmusiker (VDS) und wurde 1981 dessen Bundesvorsitzender. Dieses Amt hatte er bis 1990 inne. Seit 2003 war er Ehrenvorsitzender.
Karl Heinrich Ehrenforth lebte von 1992 bis 2017 als Emeritus in Reinbek bei Hamburg. Er war verheiratet und hatte drei Kinder. Beigesetzt wurde er in der Familiengrabstätte auf dem Waldfriedhof in Aumühle.

## Theorie
Ehrenforth
- entwickelte eine anthropologisch und lebensweltlich-phänomenologisch fundierte ästhetische Hermeneutik der Musik im Anschluss an Hans-Georg Gadamer
- legte eine „Geschichte der musikalischen Bildung“ als Kultur-, Sozial- und Ideengeschichte in 40 Stationen von den antiken Hochkulturen bis zur Gegenwart vor
- erörterte historiographische Probleme der Musikpädagogik, musiktheologische Fragen unter anderem auch in bildungspolitischer Perspektive
- begründete das Konzept von „Familienkonzerten“ als Weiterentwicklung von „Kinderkonzerten“.

## Liturgiewissenschaft
Als Prior der Ansverus-Communität setzte Ehrenforth Impulse für Gottesdienste, Tagzeitengebete und Psalmgesang. Seine Psalmvertonungen bedienen sich Anleihen der herben Klarheit des gregorianischen Chorals und der meditativen Taizé-Gesänge. Entschieden forderte er eine evangelische Praxis des Requiems in Form eines Abendmahls im Rahmen protestantischer Bestattungskultur.

## Schriften
- Karl H. Ehrenforth: Ausdruck und Form: Schönbergs Durchbruch zur Atonalität in den Georgeliedern, OP. 15. Bouvier, 1963
- Karl H. Ehrenforth: Schulische Musikerziehung und Musikkultur. Schott Music, 1983, ISBN 3-7957-2644-1.
- Karl H. Ehrenforth und andere: Aktualität und Geschichtsbewusstsein in der Musikpädagogik. Schott Music, 1973, ISBN 3-7957-1708-6.
- Karl H. Ehrenforth, Bernhard Waldenfels, Jürgen Vogt: Musik – unsere Welt als andere. Königshausen & Neumann, 2001, ISBN 3-8260-2003-0.
- Karl H. Ehrenforth: Geschichte der musikalischen Bildung. Schott Music, 2005, ISBN 3-7957-0502-9.
- Karl H. Ehrenforth, Joachim Grube: Der Paradiesvogel. Die Schöpfungsgeschichte – für Kinder neu erzählt. Hildegard Junker, 2006, ISBN 3-937628-08-8.
- Karl H. Ehrenforth (Hrsg.): Humanität – Musik – Erziehung. Schott Music, 1981, ISBN 3-7957-0064-7.
- Karl H. Ehrenforth (Hrsg.): In Grenzen – über Grenzen hinaus. Schott Music, 1992, ISBN 3-7957-2660-3.
- Karl H. Ehrenforth (Hrsg.): Arbeit – Freizeit – Fest. Schott Music, 1987, ISBN 3-7957-2650-6.
- Karl H. Ehrenforth (Hrsg.): Medieninvasion. Schott Music, 1985, ISBN 3-7957-2649-2.
- Karl H. Ehrenforth (Hrsg.): Musikerziehung als Herausforderung der Gegenwart. Schott Music, 1981, ISBN 3-7957-2643-3.
- Karl H. Ehrenforth und andere: Sinn und Widerspruch musikalischer Bildung. Katzbichler, 1993, ISBN 3-87397-483-5.
- Karl H. Ehrenforth (Hrsg.): Ansverus-Communität. Gemeinsam auf dem Weg. 1955–2005. Eigenverlag der Ansverus-Communität, Aumühle/Hamburg 2005. Mit Beiträgen von über 20 Autoren.